# Reserva natural San Buenaventura de Atitlán
La reserva natural Atitlán es una reserva en el estado de Sololá, Guatemala.  La reserva creada en 1995, comprende el lago de Atitlán y la zona en sus inmediaciones con tres volcanes. 
La zona posee numerosos senderos, un mariposario, un museo y una infraestructura de cables que interconectan la fronda y permiten desplazarse y admirar la flora y fauna del bosque nuboso.

## Fauna
La reserva cuenta con una interesante fauna, entre cuyas especies se destacan  coatíes, mapaches. Habitan en el ecosistema unas 250 especies de aves incluidos jilgueros y loros. Además hay también culebras y lagartijas.